# Supercupa României la handbal feminin 2016-2017
Supercupa României la handbal feminin 2016-2017 a fost a 7-a ediție a competiției de handbal feminin românesc care este organizată de Federația Română de Handbal (FRH) cu începere din 2007. Ediția 2016-2017 s-a desfășurat pe 3 septembrie 2017, de la ora 20:00, în Sala Polivalentă din București. Deținătoarea cupei din 2016 era echipa CSM București, acesta fiind primul trofeu de acest fel obținut de formația bucureșteană. CSM București a câștigat și ediția din 2017, după ce a învins cu scorul de 33-19 pe SCM Craiova.

## Echipe participante
Deoarece CSM București a câștigat atât Liga Națională 2016-2017, cât și Cupa României 2016-2017, la ediția 2016-2017 a Supercupei României s-au înfruntat CSM București, din postura de deținătoare a titlului național, și SCM Craiova, echipă care a terminat pe locul al doilea competiția Cupa României.

## Dată
Supercupa României 2016-2017 s-a desfășurat pe data de 3 septembrie 2017, de la ora 20:00, în Sala Polivalentă din București. Spre deosebire de ediția trecută, întrecerea masculină nu a avut loc în aceeași zi cu cea feminină, ci pe 26 august 2017, de la ora 16:00, în aceeași sală.

## Bilete
Biletele au fost puse în vânzare pe data de 21 august 2017, prin intermediul magazinelor și site-urilor de profil. În ziua meciurilor, ele au fost disponibile și la casele de bilete ale Sălii Polivalente. Prețul unui bilet a variat între 10 și 20 de lei, în funcție de sectorul din sală. Deși întrecerile masculină și cea feminină au avut date diferite, FRH a pus la dispoziția publicului și un abonament cu reduceri.

## Partidă
| 3 septembrie 2017 TVR 2, TVR HD20:00 | CSM București               | 33 - 19 | SCM Craiova | Sala Polivalentă, București Arbitri: Năstase, Stancu |
| 3 septembrie 2017 TVR 2, TVR HD20:00 | Hagman, Mehmedović, Neagu 5 | (16-11) | Pricopi 6   | Sala Polivalentă, București Arbitri: Năstase, Stancu |
| 3 septembrie 2017 TVR 2, TVR HD20:00 | 4×                          | Cronica | 1×          | Sala Polivalentă, București Arbitri: Năstase, Stancu |

## Marcatoare
Actualizat pe 3 septembrie 2017
| Poz. | Nume                         | Echipă        | Goluri |
| ---- | ---------------------------- | ------------- | ------ |
| 1    | Andreea Pricopi (ROU)        | SCM Craiova   | 6      |
| 2    | Nathalie Hagman (SWE)        | CSM București | 5      |
| 2    | Majda Mehmedović (MNE)       | CSM București | 5      |
| 2    | Cristina Neagu (ROU)         | CSM București | 5      |
| 5    | Cristina Florianu (ROU)      | SCM Craiova   | 4      |
| 6    | Bianca Bazaliu (ROU)         | CSM București | 3      |
| 6    | Marit Malm Frafjord (NOR)    | CSM București | 3      |
| 6    | Isabelle Gulldén (SWE)       | CSM București | 3      |
| 6    | Line Jørgensen (DEN)         | CSM București | 3      |
| 10   | Amanda Kurtović (NOR)        | CSM București | 2      |
| 10   | Jelena Trifunović (SRB)      | SCM Craiova   | 2      |
| 10   | Nicoleta Tudor (ROU)         | SCM Craiova   | 2      |
| 10   | Ana Maria Țicu (ROU)         | SCM Craiova   | 2      |
| 10   | Aneta Udriștioiu (ROU)       | CSM București | 2      |
| 10   | Patricia Vizitiu (ROU)       | SCM Craiova   | 2      |
| 16   | Bobana Klikovac (MNE)        | SCM Craiova   | 1      |
| 16   | Gnonsiane Niombla (FRA)      | CSM București | 1      |
| 16   | Camille Ayglon-Saurina (FRA) | CSM București | 1      |